# Combat de profs
 (juillet 2017).
Si vous disposez d'ouvrages ou d'articles de référence ou si vous connaissez des sites web de qualité traitant du thème abordé ici, merci de compléter l'article en donnant les références utiles à sa vérifiabilité et en les liant à la section « Notes et références ».
Combat de profs (Fist Fight) est une comédie américaine réalisée par Richie Keen et sortie en 2017.

## Synopsis
Au dernier jour de l'école avant la relâche de l'été, un professeur plutôt violent (Ice Cube) lance un défi à celui qu'il estime responsable de son congédiement, un prof d'anglais appelé Andy Campbell (Charlie Day), plutôt pacifiste, à savoir se battre aux poings dans le stationnement de l'école.

## Distribution
- Charlie Day (VF : Benoît Du Pac ; VQ : Guillaume Champoux) : Andy Campbell, professeur d'anglais
- Ice Cube (VF : Lucien Jean-Baptiste ; VQ : François L'Écuyer) : Ron Strickland, professeur d'histoire
- Tracy Morgan (VF : Frantz Confiac ; VQ : Tristan Harvey) : le coach Crawford
- Jillian Bell (VF : Karine Foviau ; VQ : Véronique Marchand) : Mlle Molly, conseillère d'orientation
- Christina Hendricks (VF : Sybille Tureau) : Mlle Monet, professeur de théâtre
- Dean Norris (VF : Jean-François Aupied ; VQ : Patrick Chouinard) : Richard Tyler, directeur de l'école
- Kumail Nanjiani (VF : Xavier Béja ; VQ : Adrien Bletton) : l'officier Mehar
- Dennis Haysbert (VF : Paul Borne) : le surintendant Johnson
- JoAnna Garcia (VF : Nathalie Homs ; VQ : Mylène Mackay) : Maggie Campbell
- Kym Whitley (en) : l'opérateur du 911
- Conphidance : un gangster
- Max Carver : Daniel
- Charlie Carver (VF : Gauthier Battoue) : Nathaniel
- Alexa Nisenson (VQ : Marguerite D'Amour) : Ally Campbell, fille de Maggie et d'Andy Campbell
- Austin Zajur (VF : Julien Crampon ; VQ : Hugolin Chevrette) : Neil